# 威廉·霍华德·斯坦
威廉·霍华德·斯坦（William Howard Stein，1911年6月25日—1980年2月2日），美国生物化学家，1972年获诺贝尔化学奖。